# Monica Pellegrinelli
Monica Pellegrinelli (ur. 14 maja 1965) – szwajcarska lekkoatletka, płotkarka.
Mistrzyni Szwajcarii na 100 metrów przez płotki z 1990, 1998, 2000, 2001 i 2002, wicemistrzyni z lat 1987-1989, 1991, 1997, 1999, 2003 i 2005 oraz brązowa medalistka mistrzostw kraju z lat 1994-1996. Halowa mistrzyni Szwajcarii na 60 m ppł z lat 1997-2000, 2003 i 2004, wicemistrzyni z 1987, 1989, 2001 i 2006 oraz brązowa medalistka mistrzostw kraju z 1988, 1993, 1995 i 2002. Reprezentantka kraju.
Rekordy życiowe:
- bieg na 60 metrów przez płotki (hala) – 8,27 s (Magglingen, 17 lutego 2002)
- bieg na 100 metrów przez płotki – 13,28 s (Lugano, 29 lipca 2000)

Wielokrotna mistrzyni świata weteranów. W 2015 została mistrzynią świata na 80 m ppł w kategorii 50-55 lat z czasem 12,31 s.
Rekordzistka świata na 80 m ppł w kategorii 40-45 lat z czasem 11,24 s (San Sebastián, 31 sierpnia 2005).